# Anzhero-Súdzhensk
Anzhero-Súdzhensk (en ruso: Анжеро-Судженск) es una ciudad en la cuenca carbonífera de Kuznetsk en óblast de Kémerovo, Rusia. Está situada al norte de la capital del óblast, Kémerovo, y al este del Río Tom. Está en la ruta del Transiberiano. 
Los primeros asentamientos aparecieron alrededor de 1897 en relación con la construcción la línea del ferrocarril y los trabajos de la minería del carbón en las minas Anzhersk y Sudzhensk (los respectivos campamentos se llamaban Anzherka y Sudzhenka), A finales del siglo XIX y principios del siglo XX producían más del 98% del carbón del Kuzbass.
En 1928 los asentamientos de ambas minas establecieron un poblado industrial. El pueblo obtuvo el estatus de ciudad en 1931.
El pueblo de Anzherka debe su nombre el río junto al que se asienta, el río Anguerya. El nombre de la aldea Sudzhenka se debe a que la mayor parte de su población se trasladó aquí desde el óblast de Kursk, donde hay un río y una ciudad con el nombre de Sudzha.

## Demografía
| 1926  | 1931 | 1939 | 1956 | 1959  | 1962 | 1967 | 1970  | 1973 | 1976 | 1979  | 1982 | 1986 | 1989  | 1992  |
| ----- | ---- | ---- | ---- | ----- | ---- | ---- | ----- | ---- | ---- | ----- | ---- | ---- | ----- | ----- |
| 30,2  | 54,4 | 69   | 116  | 115,6 | 120  | 116  | 106,2 | 103  | 104  | 105,1 | 108  | 111  | 108,0 | 106,4 |
| 1996  | 1998 | 2000 | 2001 | 2003  | 2005 | 2006 | 2007  | 2008 | 2010 |       |      |      |       |       |
| 100,2 | 97,5 | 95,0 | 93,9 | 86,5  | 84,6 | 83,9 | 83,2  | 82,9 | 82,6 |       |      |      |       |       |

## Ciencia y Cultura
- Escuela Politécnica de Anzhero-Súdzhensk (en ruso: Анжеро-Судженский политехнический колледж),[3] que trabaja como representación de la Universidad Politécnica de Tomsk (en ruso: Томским политехническим университетом ТПУ).[4]

- Escuela de Montes de Anzhero-Súdzhensk (en ruso: Анжеро-Судженский горный техникум АСГТ).[5]

- Filial de la Universidad Estatal de Kémerovo (en ruso: Кемеровский государственный университет КемГУ).[6]

- Filial del Escuela Estatal de Medicina de Kémerovo (en ruso: Кемеровский областной медицинский колледж ГОУ СПО КОМК).[7]

- Museo de la ciudad de Anzhero-Súdzhensk.[8] Fundado en 1981.

## Transportes
La ciudad dispone de red de autobuses y de taxis. No dispone de red de trolebús ni de tranvía.
La estación de Anzherskaya, perteneciente en la línea Taiga-Mariinsk, proporciona el servicio ferroviario.

## Climatología
| Parámetros climáticos promedio de Anzhero-Súdzhensk | Parámetros climáticos promedio de Anzhero-Súdzhensk | Parámetros climáticos promedio de Anzhero-Súdzhensk | Parámetros climáticos promedio de Anzhero-Súdzhensk | Parámetros climáticos promedio de Anzhero-Súdzhensk | Parámetros climáticos promedio de Anzhero-Súdzhensk | Parámetros climáticos promedio de Anzhero-Súdzhensk | Parámetros climáticos promedio de Anzhero-Súdzhensk | Parámetros climáticos promedio de Anzhero-Súdzhensk | Parámetros climáticos promedio de Anzhero-Súdzhensk | Parámetros climáticos promedio de Anzhero-Súdzhensk | Parámetros climáticos promedio de Anzhero-Súdzhensk | Parámetros climáticos promedio de Anzhero-Súdzhensk | Parámetros climáticos promedio de Anzhero-Súdzhensk |
| Mes                                                 | Ene.                                                | Feb.                                                | Mar.                                                | Abr.                                                | May.                                                | Jun.                                                | Jul.                                                | Ago.                                                | Sep.                                                | Oct.                                                | Nov.                                                | Dic.                                                | Anual                                               |
| --------------------------------------------------- | --------------------------------------------------- | --------------------------------------------------- | --------------------------------------------------- | --------------------------------------------------- | --------------------------------------------------- | --------------------------------------------------- | --------------------------------------------------- | --------------------------------------------------- | --------------------------------------------------- | --------------------------------------------------- | --------------------------------------------------- | --------------------------------------------------- | --------------------------------------------------- |
| Temp. máx. media (°C)                               | -12                                                 | -9.3                                                | -2.4                                                | 5.1                                                 | 20.5                                                | 19                                                  | 24.7                                                | 28.6                                                | 24.5                                                | 14.7                                                | 5                                                   | -5.5                                                | 9.4                                                 |
| Temp. media (°C)                                    | -16                                                 | -14.4                                               | -8.8                                                | -1                                                  | 11                                                  | 16.9                                                | 20.2                                                | 19.3                                                | 10.2                                                | 3.8                                                 | -2.5                                                | -14.9                                               | 2                                                   |
| Temp. mín. media (°C)                               | -20.8                                               | -19.6                                               | -15.6                                               | -7.5                                                | 3.5                                                 | 9                                                   | 12.5                                                | 16.7                                                | 8.2                                                 | 1.1                                                 | -9.2                                                | -13.5                                               | -2.9                                                |
| Fuente: Kémerovo-Méteo                              |                                                     |                                                     |                                                     |                                                     |                                                     |                                                     |                                                     |                                                     |                                                     |                                                     |                                                     |                                                     |                                                     |